# Římskokatolická farnost – děkanství Chotěboř
Římskokatolická farnost – děkanství Chotěboř je územním společenstvím římských katolíků v rámci havlíčkobrodského vikariátu královéhradecké diecéze.

## O farnosti

### Historie
Již ve 12. století stála v Chotěboři románská kaple. V roce 1265 získali Chotěboř do majetku cisterciáci ze Žďáru nad Sázavou a v roce 1273 si zde postavili malý pobočný klášter (tedy proboštství žďárského kláštera). Roku 1303 přibyl k proboštství špitál, a kolem roku 1350 byla původní románská kaple přestavěna na gotický kostel. Současně byla v Chotěboři zřízena plebánie. Proboštství žďárských cisterciáků zaniklo za husitských válek.
Chotěbořská farnost se stala po husitských válkách utrakvistickou. Nekatolické duchovenstvo z farnosti odešlo v roce 1624 a nastalo dlouhé a poměrně složité období obnovy katolické duchovní správy. Až v roce 1637 přišel do farnosti opět sídelní katolický duchovní správce. V roce 1701 se Chotěboř stala součástí vikariátu se sídlem v Polné. V průběhu 19. století bylo obvyklé, že ve městě působili čtyři duchovní (při farním kostele farář a dva kaplani a samostatný kněz při zámecké kapli). Děkanský kostel sv. Jakuba byl v letech 1894-1895 přestavěn ve stylu novogotiky. V letech 1860-1863 byl postaven hřbitovní kostelík sv. Kříže. Roku 1902 byla postavena kaple sv. Anny.

### Duchovní správci
- ???–1941 R.D. Vincenc Laštovička (1865 - 6. 8. 1941) (děkan)
- 1974–1979 R.D. Jiří Koudelka (20. 3. 1936 - 1. 12. 1999) (administrátor)
- 1979–1986 R.D. Jaroslav Haněl (9. 3. 1923 - 11. 11. 2001) (administrátor)
- 1986–1992 R.D. Karel Kavřík (27. 3. 1921 - 18. 11. 1994) (administrátor)
- 1992–2006 R.D. Mgr. František Mráz (administrátor)
- 2006–2023 R.D. Josef David (děkan)
- 2023–současnost R.D. Ondřej Špinler (děkan)

### Současnost
Farnost Chotěboř má sídelního duchovního správce. Na území farnosti, v zámečku v Hoješíně, se nachází řeholní dům Školských sester III. řádu sv. Františka. V současnosti na Hoješíně není stálý kněz.
| Fotografie | Kostel                                  | Místo                | Bohoslužba                                                                            | Bohoslužba                                                                            | Poznámka        |
| ---------- | --------------------------------------- | -------------------- | ------------------------------------------------------------------------------------- | ------------------------------------------------------------------------------------- | --------------- |
|            | Kostel Narození Panny Marie             | Dolní Bradlo         | neslouží se pravidelně                                                                | neslouží se pravidelně                                                                | filiální kostel |
|            | Kostel sv. Václava                      | Heřmaň               | neděle                                                                                | 10.00 (jedou za tři týdny)                                                            | filiální kostel |
|            | Kaple Nejsvětější Trojice               | Hoješín              | neděle pondělí úterý středa čtvrtek pátek sobota                                      | 8.00 7.00 8.00                                                                        | klášterní kaple |
|            | Kostel sv. Jakuba Staršího              | Chotěboř             | neděle pondělí úterý středa čtvrtek pátek sobota                                      | 8.00 18.00 není 18.00 8.00 18.00 8.00                                                 | farní kostel    |
|            | Kostel Povýšení sv. Kříže               | Chotěboř             | Jednou ročně poutní Mše svatá, po zbytek roku pohřby.                                 | Jednou ročně poutní Mše svatá, po zbytek roku pohřby.                                 | filiální kostel |
|            | Kaple sv. Anny                          | Chotěboř             | Jednou ročně poutní Mše svatá.                                                        | Jednou ročně poutní Mše svatá.                                                        | kaple           |
|            | Kaple Nejsvětější Trojice               | Chotěboř - zámek     | Mše svatá 2x ročně - na slavnost Nejsvětější Trojice a o svátku sv. Jana Nepomuckého. | Mše svatá 2x ročně - na slavnost Nejsvětější Trojice a o svátku sv. Jana Nepomuckého. | zámecká kaple   |
|            | Kaple Neposkvrněného početí Panny Marie | Klokočov             | Jednou ročně poutní Mše svatá.                                                        | Jednou ročně poutní Mše svatá.                                                        | obecní kaple    |
|            | Kostel sv. Jiljí                        | Libice nad Doubravou | neděle                                                                                | 10.00 (jedou za tři týdny)                                                            | filiální kostel |
|            | Kaple Nanebevzetí Panny Marie (zámek)   | Maleč                | sobota                                                                                | 16.00 (jednou za dva měsíce)                                                          | filiální kostel |
|            | Kostel sv. Anny                         | Modletín             | sobota                                                                                | 18.00 (1x za měsíc v létě)                                                            | filiální kostel |